# البطولات الأسترالية 1929 (كرة مضرب)
هنا قائمة بالبطولات الأسترالية لكرة المضرب, المعروفة الآن باسم أستراليا المفتوحة لسنة 1929:

## فردي رجال
كولين غريغوري هزم  ريتشارد شليزنغر 6-2 6-2 5-7 7-5

## فردي سيدات
دافن أوكوروست هزم  لويس بايكرتون 6-1, 5-7, 6-2